# Saint-Pryvé Saint-Hilaire Football Club
El Saint-Pryvé Saint-Hilaire FC es un equipo de fútbol de Francia en la ciudad de Saint-Pryvé-Saint-Mesmin que juega en el Championnat National 2, cuarta división de fútbol en el país.

## Historia
Fue fundado en el año 2000 en la localidad de Saint-Pryvé-Saint-Mesmin tras la fusión de los equipos US Saint-Hilaire (fundado en 1966) y el Saint-Pryvé CFC (fundado en 1982).
El club tuvo tres ascensos en sus primeras 5 temporadas bajo la dirección de Fabrice Croze, quien fue el entrenador del club hasta el año 2008 y que los llevó a la CFA 2, en donde permanecieron hasta la temporada 2016/17 cuando ganaron el grupo B y consiguieron el ascenso a la CFA por primera vez en su historia.

## Palmarés
- CFA 2: 1

2017
- DH Centre: 1

2005

## Jugadores

### Jugadores destacados
- Miguel Mussard